# Université du New Hampshire
L'université du New Hampshire (en anglais : University of New Hampshire ou UNH) est une université publique américaine dont le campus principal est situé à Durham, au New Hampshire. Avec environ 15 000 étudiants, l'UNH est la plus grande université de cet État du nord-est américain.

## Relations internationales
L'université est membre de l’Université de l'Arctique. UArctic est un réseau international d’universités, d’instituts de recherche et d’organisations ayant pour but de promouvoir, coordonner et soutenir la recherche ainsi que l’éducation en régions arctiques.

## Anciens professeurs
- Joan Leitzel, présidente de 1996 à 2002[3].
- Charles Simic, professeur de littérature

## Anciens étudiants
- Abderrahmane Benguerrah, diplomate algérien.
- Anne Finucane, banquière américaine.